# Röslerův statek v Merbolticích
Bývalý Röslerův statek je velká zemědělská usedlost, zahrnující domy čp. 141, 192 a 202 a další hospodářské objekty v Merbolticích v okrese Děčín v Ústeckém kraji. Celý areál byl zapsán jako kulturní památka v Ústředním seznamu nemovitých kulturních památek České republiky v roce 2004. Usedlost, která se nachází v centrální části obce, je zároveň součástí vesnické památkové zóny Merboltice, vyhlášené 26. června 2004 s účinností od 1. ledna 2005.

## Historie
Nejstarší objekty v areálu usedlosti vznikly v polovině 18. století. Největší z obytných staveb, dům čp. 141, získal svou současnou podobu na přelomu 18. a 19. století po přestavbě staršího objektu se stejným číslem popisným. V Josefínském katastru z konce 18. století byl jako majitel domu čp. 141 zapsán Gottfrid Storch. Ve stabilním katastru v první polovině 19. století se objevuje jméno sedláka Josefa Lösela. Rodinu Löselových poté na statku vystřídali Röslerovi. Jednalo se o starý selský rod, jehož jméno bylo v Merbolticích poprvé písemně zaznamenáno v roce 1713. 
Četné aktivity majitelů usedlosti čp. 141 jsou spojeny se jménem Josefa Röslera (1853–1917). Již ve věku 22 let byl jedním ze zakladatelů merboltického Dobrovolného hasičského spolku. V roce 1925 měl tento hasičský spolek již 145 členů a v jeho čele stál syn Josefa Röslera, velkostatkář Rudolf Rösler, který byl zároveň také představitelem obce. Josef Rösler se oženil s Marií Hartigovou, s níž měl děti Josefa, Johanna, Annu a Rudolfa. Josef Rösler, kterému kromě velké usedlosti patřily i četné další pozemky, včetně celého Strážného vrchu, byl známý svými aktivitami v místních spolcích, jako bylo například Nezávislé sdružení přátel přírody v Merbolticích (Freie Vereinigung der Naturfreunde in Mertendorf), založené v roce 1893. V obci vznikla také sekce Horského spolku pro České Švýcarsko, která se zaměřila na zpřístupnění a zkrášlení Strážného vrchu. Josef Rösler nejen dal svolení k přístupu na Strážný vrch, ale sám tyto záměry aktivně podporoval. Strážný vrch byl turisticky zpřístupněn v roce 1886 a o dva roky později byla na jeho vrcholu postavena chata. V roce 1901 vznikla na Strážném vrchu první dřevěná rozhledna, jejíž stavbu Josef Rösler financoval a nechal ji pojmenovat po své ženě Marii.
Nejstarší syn Josefa Röslera, Josef, se stal školním radou, jeho bratr Johann vyženil jiný statek. I dcera Josefa Röslera Anna se provdala na jiné hospodářství, takže merboltickou usedlost nakonec zdědil nejmladší syn Rudolf (1885–1934) a po něm se hospodářství ujal jeho syn, rovněž Rudolf. Rodina Röslerových žila v Merbolticích až do vysídlení německého obyvatelstva na konci druhé světové války.  
V roce 2004 bývalý Röslerův statek koupili noví majitelé, kteří se zde věnují ekologicky zaměřené zemědělské činnosti. Zároveň se ve spolupráci se Sousedským spolkem Merboltice snaží připomenout kulturní a historické dědictví tohoto místa, ať už formou pořádání kulturních akcí nebo zřízením menší expozice v čp. 202 o historii rodiny Röslerových a jejich usedlosti.Od roku 2005 byly památkově chráněné objekty v areálu usedlosti průběžně opravovány.
Sousedský spolek společně s obcí Merboltice připravil v okolí usedlosti a Strážného vrchu menší naučnou stezku. „Röslerova historická naučná stezka“, která byla slavnostně otevřena 21. října 2017, má tři zastavení s informačními panely, popisujícími historii rodiny Röslerových a jejich veřejné aktivity ve prospěch rozvoje obce. Další informace se týkají předválečné historie Merboltic/Mertendorfu, specifické architektury podstávkových domů a rovněž i historie Strážného vrchu, včetně místních pověstí, spojených s touto lokalitou v Českém středohoří.

## Popis
Památkově chráněný areál, který se nachází na pravém břehu Merboltického potoka při západním úpatí Strážného vrchu, představuje podle dokumentace Národního památkové ústavu vzácně dochovaný soubor lidové architektury, typické pro daný region. Hodnota tohoto souboru staveb spočívá zejména v zachování řady původních urbanistických a materiálových prvků, nenarušených pozdějšími přestavbami.

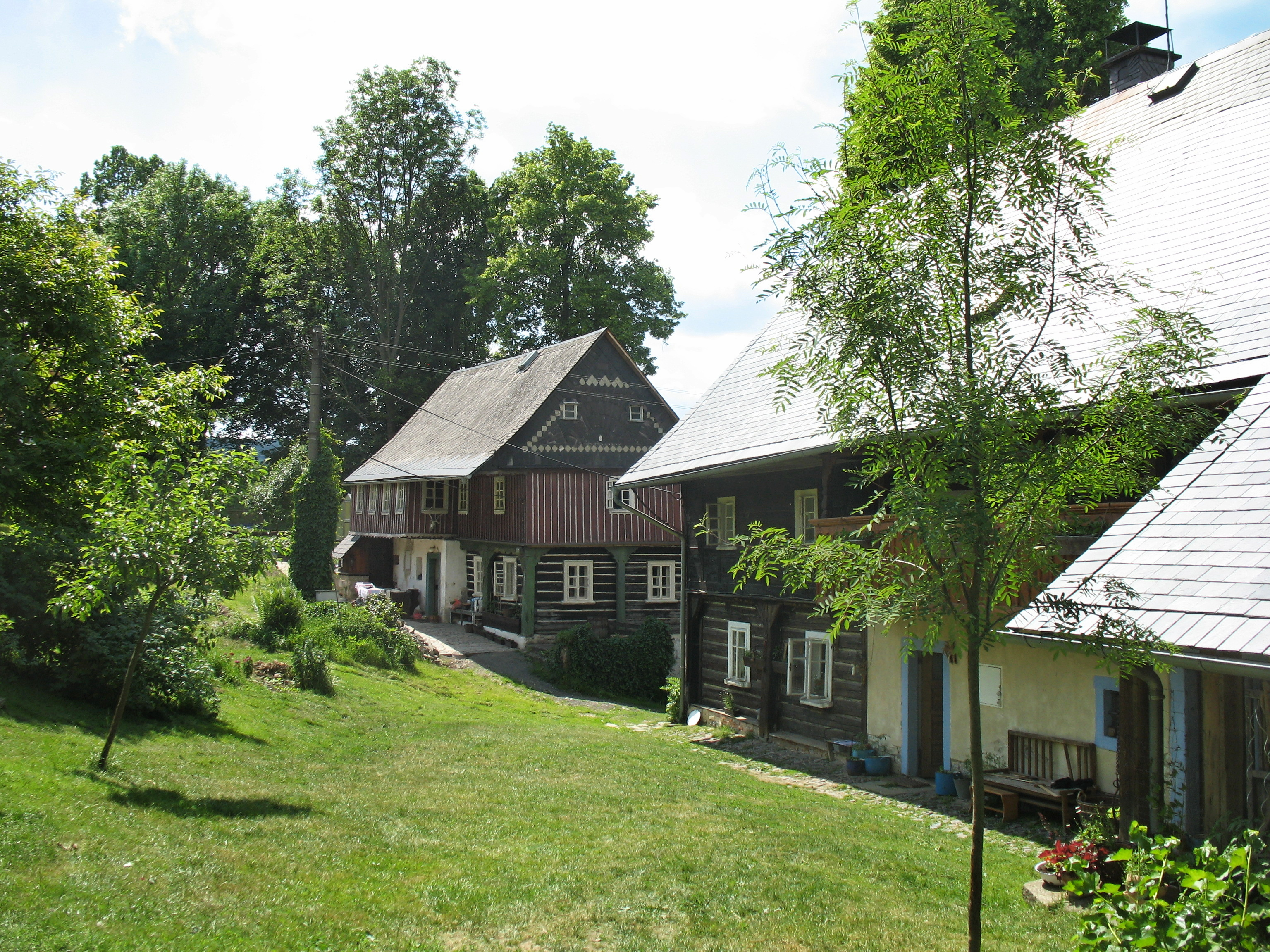
Pohled ze dvora na roubené podstávkové domy čp. 192 a 141

Součástí usedlosti jsou tři domy s číslem popisným  – dva roubené podstávkové domy čp. 141 a 192 z 18. století a mladší zděný dům čp. 202 z první poloviny 20. století. V areálu, který je z místní komunikace přístupný přes mostek, překlenující Merboltický potok, se ještě nacházejí další dva památkově chráněné objekty, a to velká stodola a menší dřevěná kůlna.
Menší podstávkový dům čp. 192, bývalý výměnek, je štítovou stranou obrácený směrem k hlavnímu patrovému domu čp. 141. Tento hlavní obytný dům má obdélný půdorys  a boční okapovou stranou je obrácený směrem k silnici. Na západní straně budovy je přízemí roubené s podstávkami, patro je roubené celé s bedněním. V patře je svisle bedněná pavlač s ozdobně vyřezávanými sloupky. Sousední budova, bývalý výměnek čp. 192, má tradiční dispozici trojdílného podstávkového domu. Oba domy se zachovaly ve své autentické podobě z 18. století, respektive z přelomu 18. a 19. století, a to včetně interiérů, mezi jejichž vybavením lze nalézt dochovanou pec, kachlový sporák ve světnici i pozůstatky někdejší černé kuchyně.
Jižně od domu čp. 192 stojí třetí obytný objekt čp. 202. Vznik domu, který má charakter prvorepublikové vily, je datován do období před rokem 1931. Jedná se o zděný omítnutý dům obdélného půdorysu, který byl postaven na vysoké kamenné podezdívce. Střecha domu je sedlová, krytá eternitovými šablonami. Na severovýchodní straně domu je předsazený rizalit, ukončený ve výši prvního patra lodžií.Vila, která si zachovala svůj původní modernistický charakter, byla zahrnuta do památkové ochrany mj. i proto, že je dokladem ekonomického a společenského vzestupu tehdejších majitelů usedlosti.
Pokud jde o další hospodářské objekty, velká stodola byla zanesena ve stabilním katastru již v roce 1843, později pak byla zřejmě ještě v průběhu 19. století tato stavba rozšířena. Stodola, která stojí východně od čp. 141, je celodřevěná a opatřená bedněním. Interiér je rozdělen tradičním způsobem na průjezdní mlat a dvě perny. Od roku 2010 slouží přízemí stodoly, kde byl dříve sklad zemědělského nářadí, jako výrobna sýrů. Památková ochrana se vztahuje i na menší celodřevěnou kůlnu, postavenou na nízké podezdívce. Kůlna, která byla v době vyhlášení památkové ochrany v havarijním stavu, byla v roce 2012 rekonstruována.

## Galerie

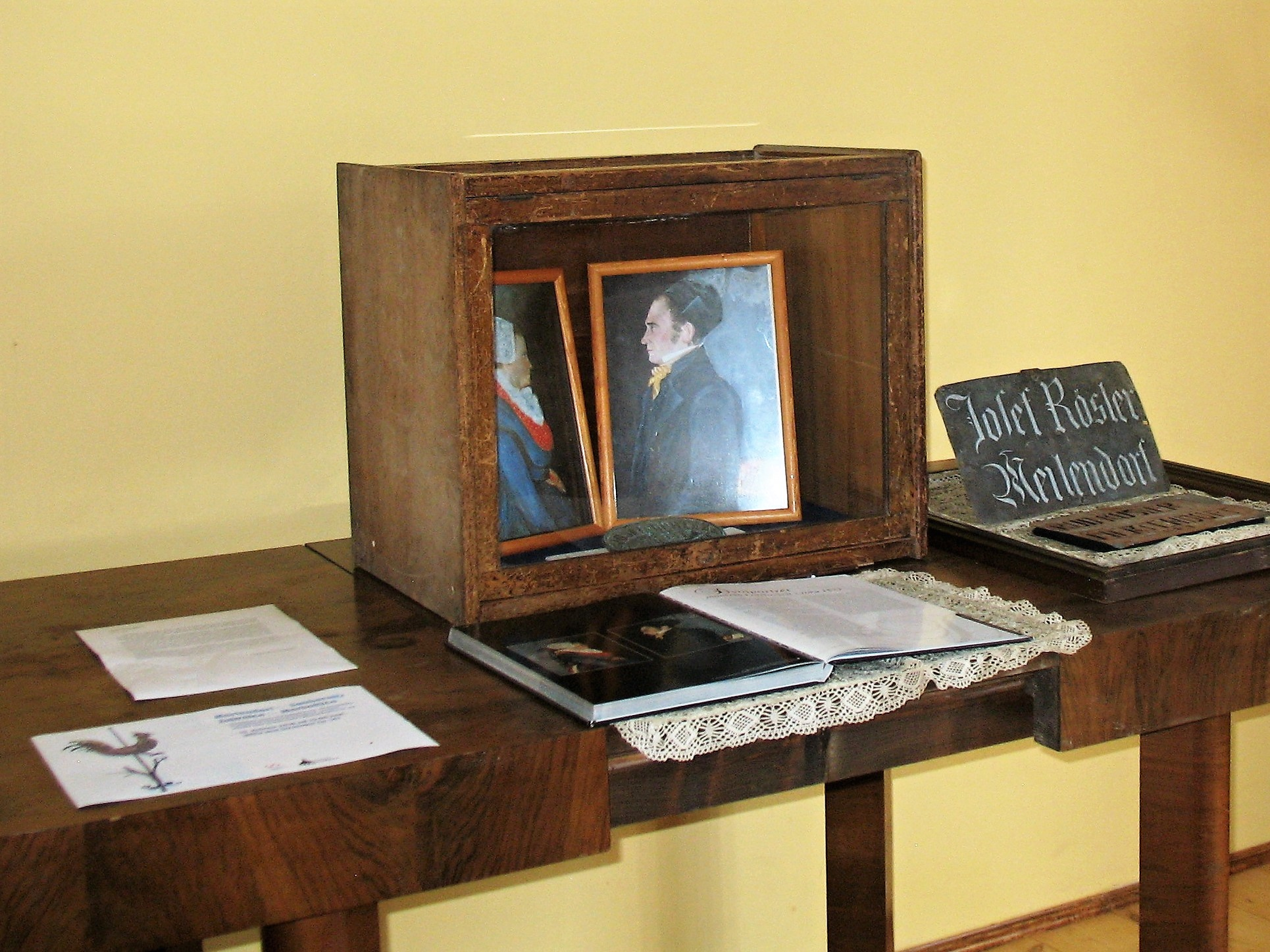
Dvojportrét manželů Löselových z roku 1822
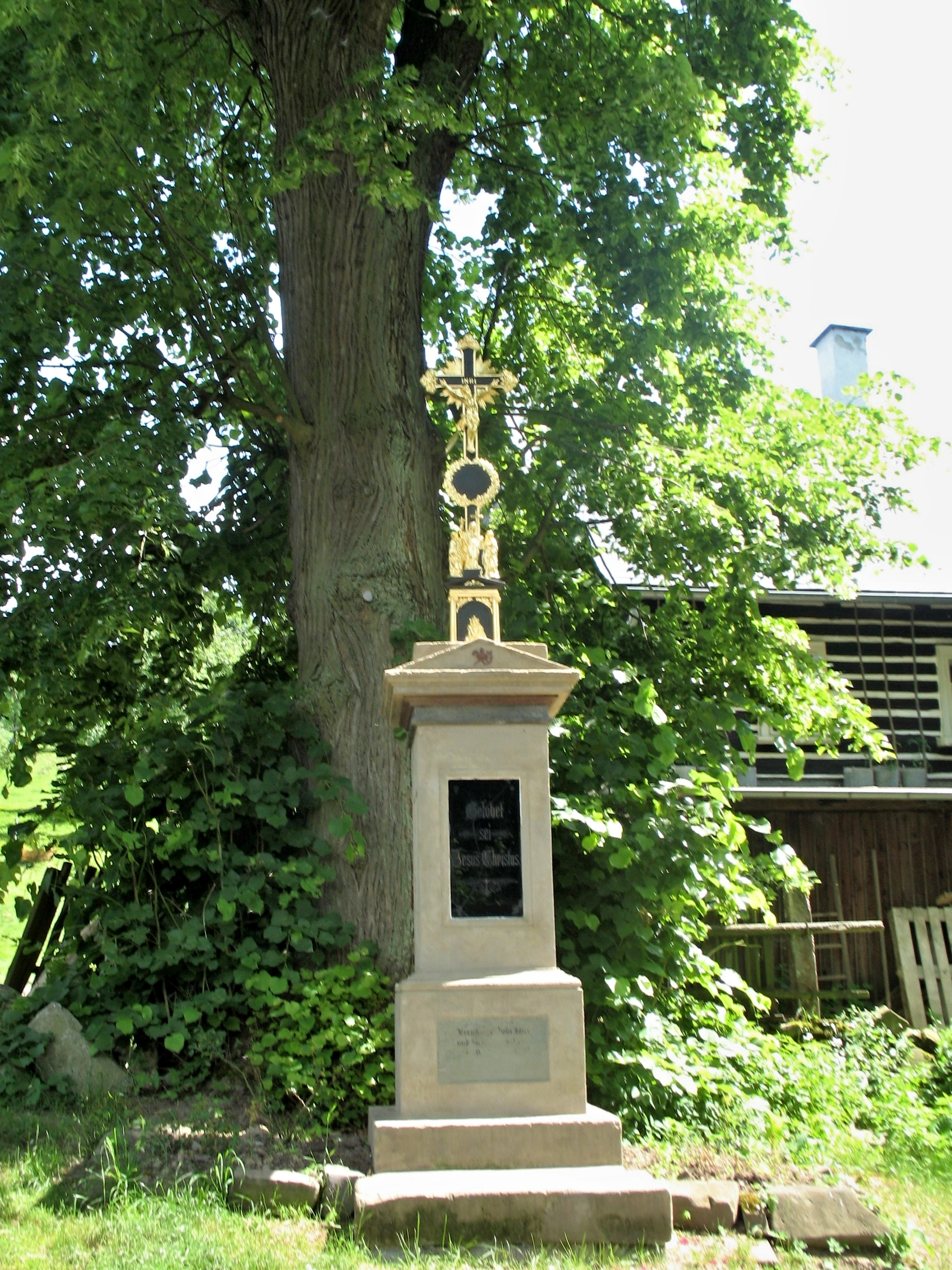
Kříž u mostu před vstupem do statku
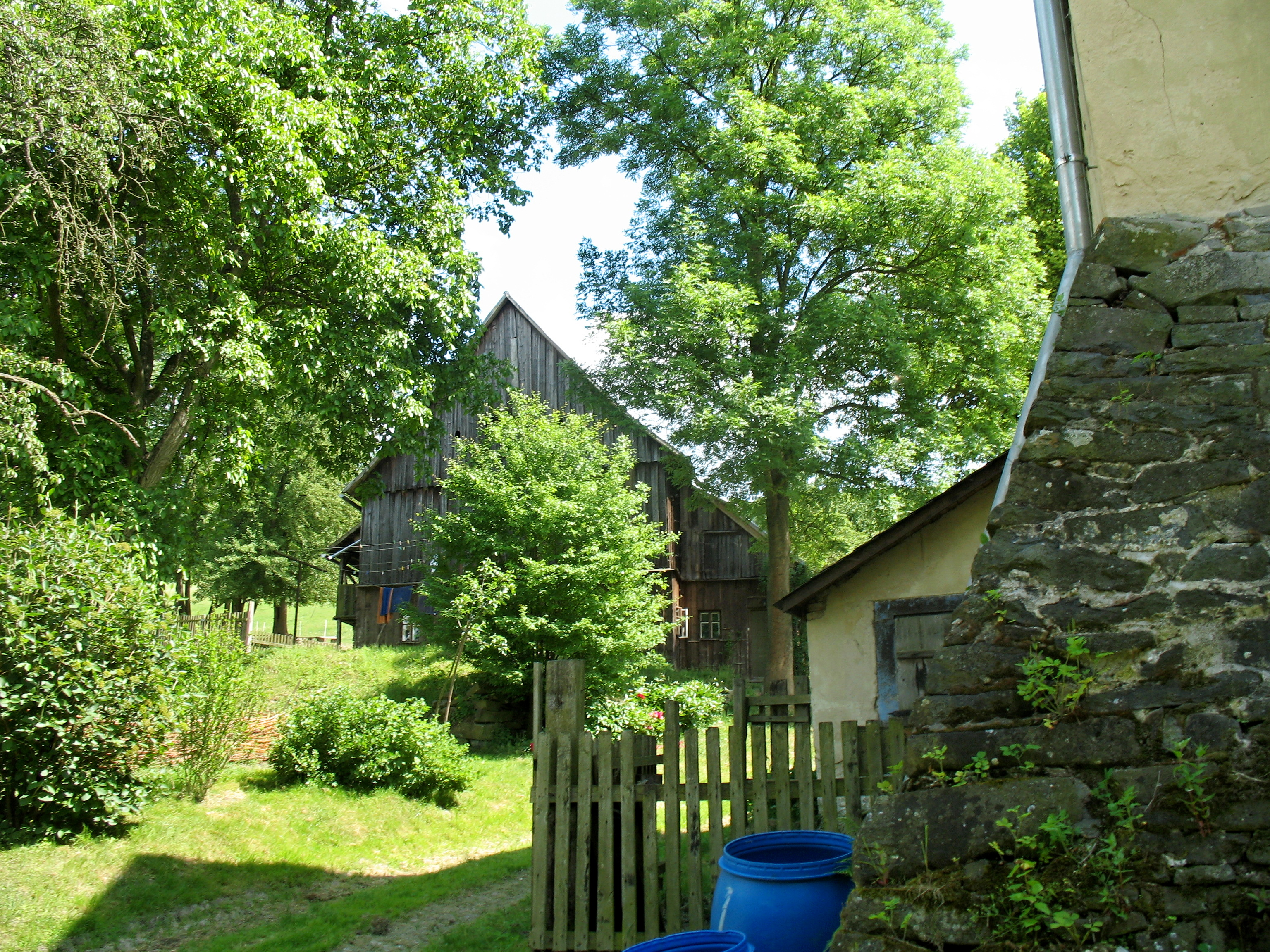
Pohled do dvora, v pozadí stodola
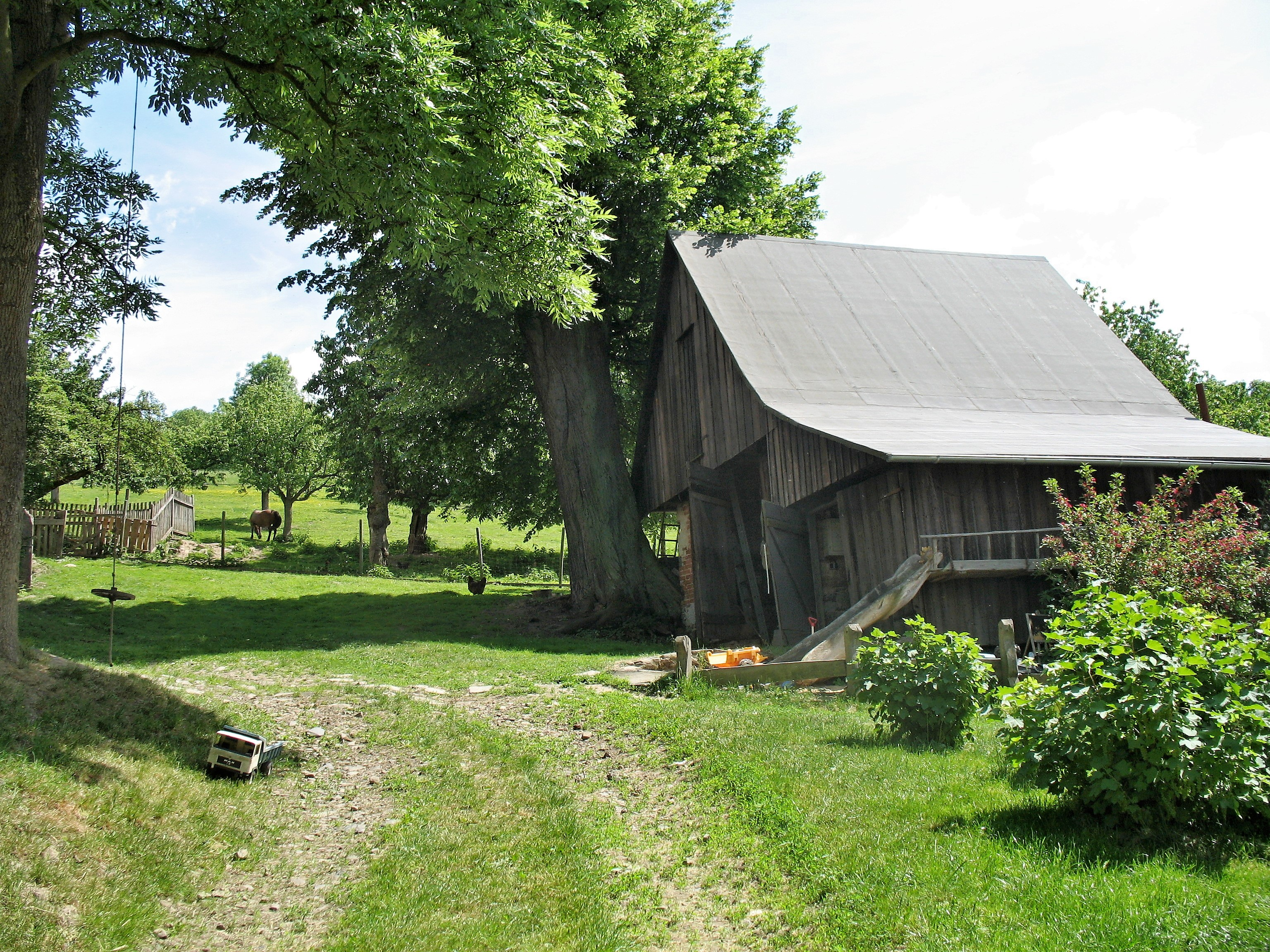
Dřevěná kůlna ve dvoře
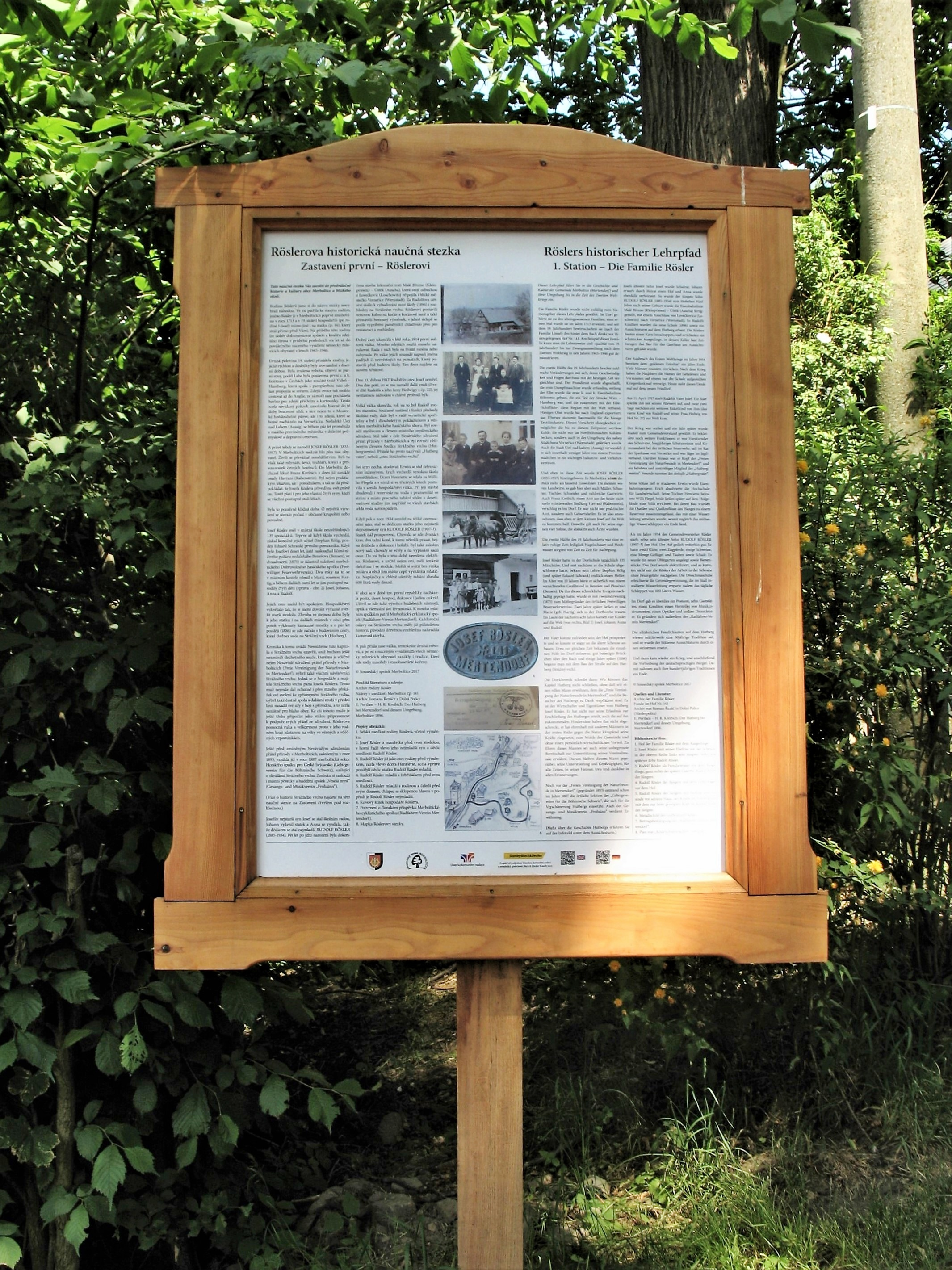
Zastavení naučné stezky před čp. 141
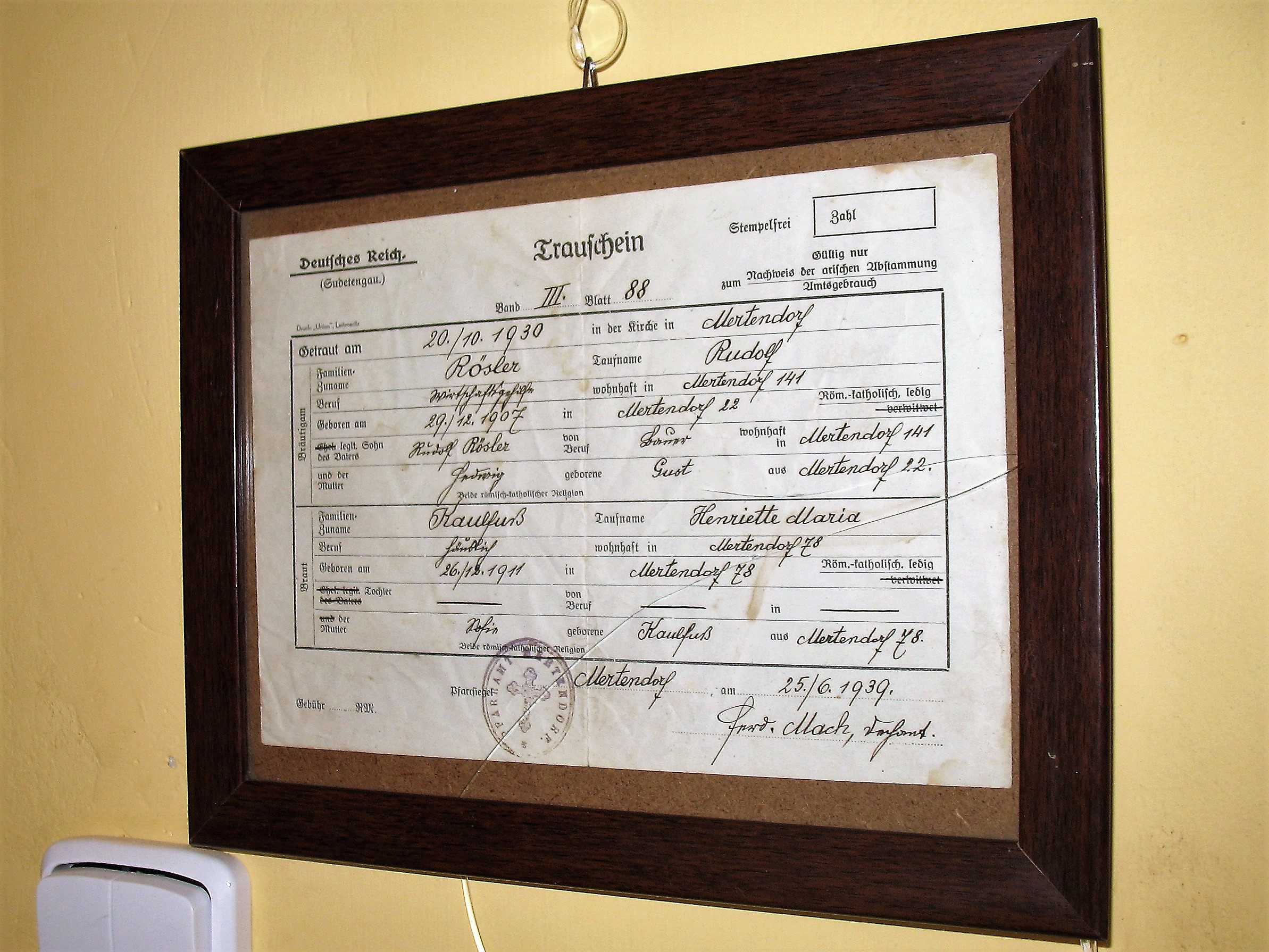
Oddaci list Rudolfa Röslera ml. z r. 1939